# Mini CD

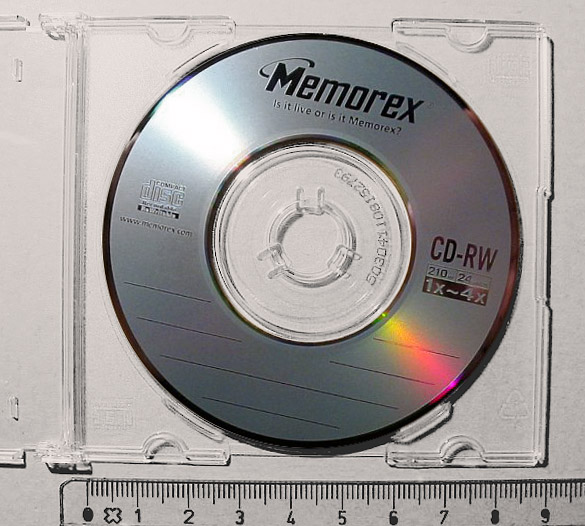
Mini CD

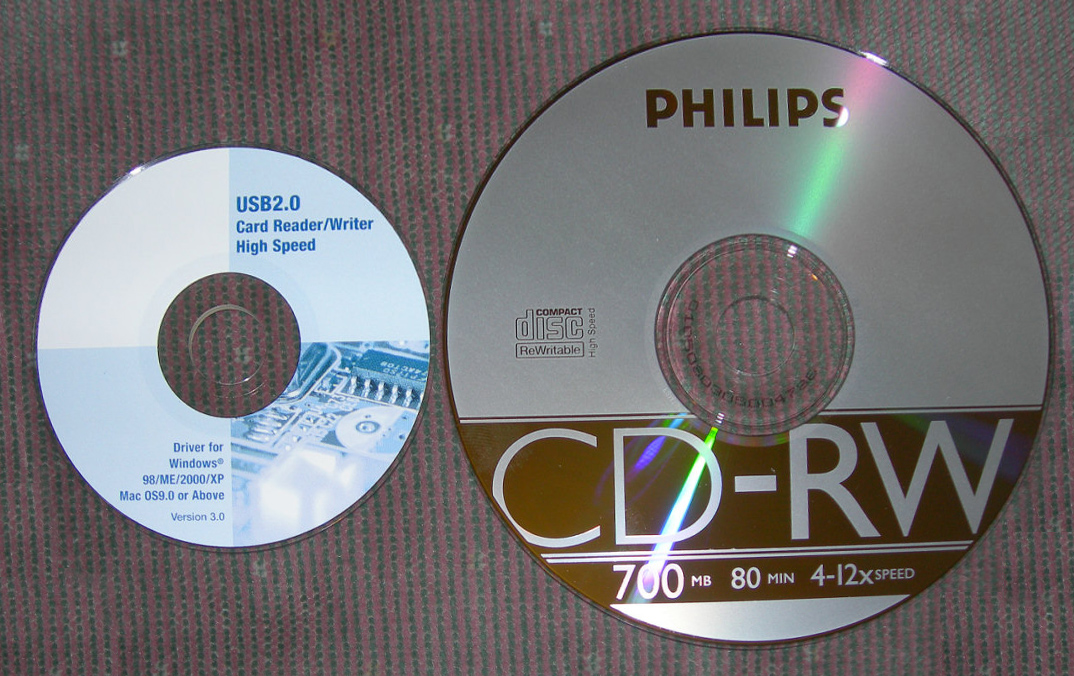
Comparação entre um Mini CD e um CD comum.

Mini CD são CDs com tamanho e capacidade reduzidos; enquanto os CDs possuem geralmente 12 cm de diâmetro e 700 MB de capacidade armazenamento (80min.), os mini CDs possuem 8 cm de diâmetro e 180 MB de capacidade de armazenamento (23:30min.). É utilizado comercialmente para a distribuição gratuita de informação ou divulgação e é padrão exclusivo em alguns dispositivos eletrônicos, também é largamente utilizado para distribuir drivers de computadores. Embora tenha menos peso e plástico, mini CDs são geralmente mais caros que os CDs de tamanho normal, segundo levantamento feito em 2017 é possível encontrar na internet um Mini CD virgem (CD-R) por R$ 5,00 a R$ 10,00 reais enquanto um CD virgem tradicional é possível encontrar por até R$ 0,50 centavos.
A maioria dos dispositivos de leitura de CD do tipo gaveta possuem dois níveis: o maior dedicado para CDs e o menor dedicado para mini CDs. Dispositivos de leitura sem gaveta geralmente são incompatíveis (exceto pelo iMac de 1999 por exemplo), ainda que existam adaptadores para estender a largura dos mini CDs para os 12 cm do CD.

## Mini CD-R
O Mini CD-R, quando compramos, vem sem dados armazenados (virgem), permitindo assim a gravação de dados pelo usuário uma única vez, também conhecido como Mini CD-R Virgens.

## Mini CD-RW
Os Mini CD-RW são Mini CD's virgens (igual o Mini CD-R) mas a diferença é que essa tecnologia permite a gravação e a regravação de dados pelo usuários, ou seja, podemos gravar e regravar nele quantas vezes achar necessário. Geralmente são mais caros e difíceis de encontrar que os Mini CD-R

## Compatibilidade
Dispositivos com eixo não encontram o menor problema ao utilizar Mini CDs, pois para que este funcione, basta pô-lo em cima do eixo normalmente, como se fosse um CD. Porém, alguns dispositivos de bandeja verticais (como o playstation 2 slim), precisam de adaptadores para usá-los.
Dispositivos de leitura sem gaveta (slot-loading) geralmente são incompatíveis .No entanto há exceções como o Playstation 3 , Xbox 360 , e o Nintendo Wii.

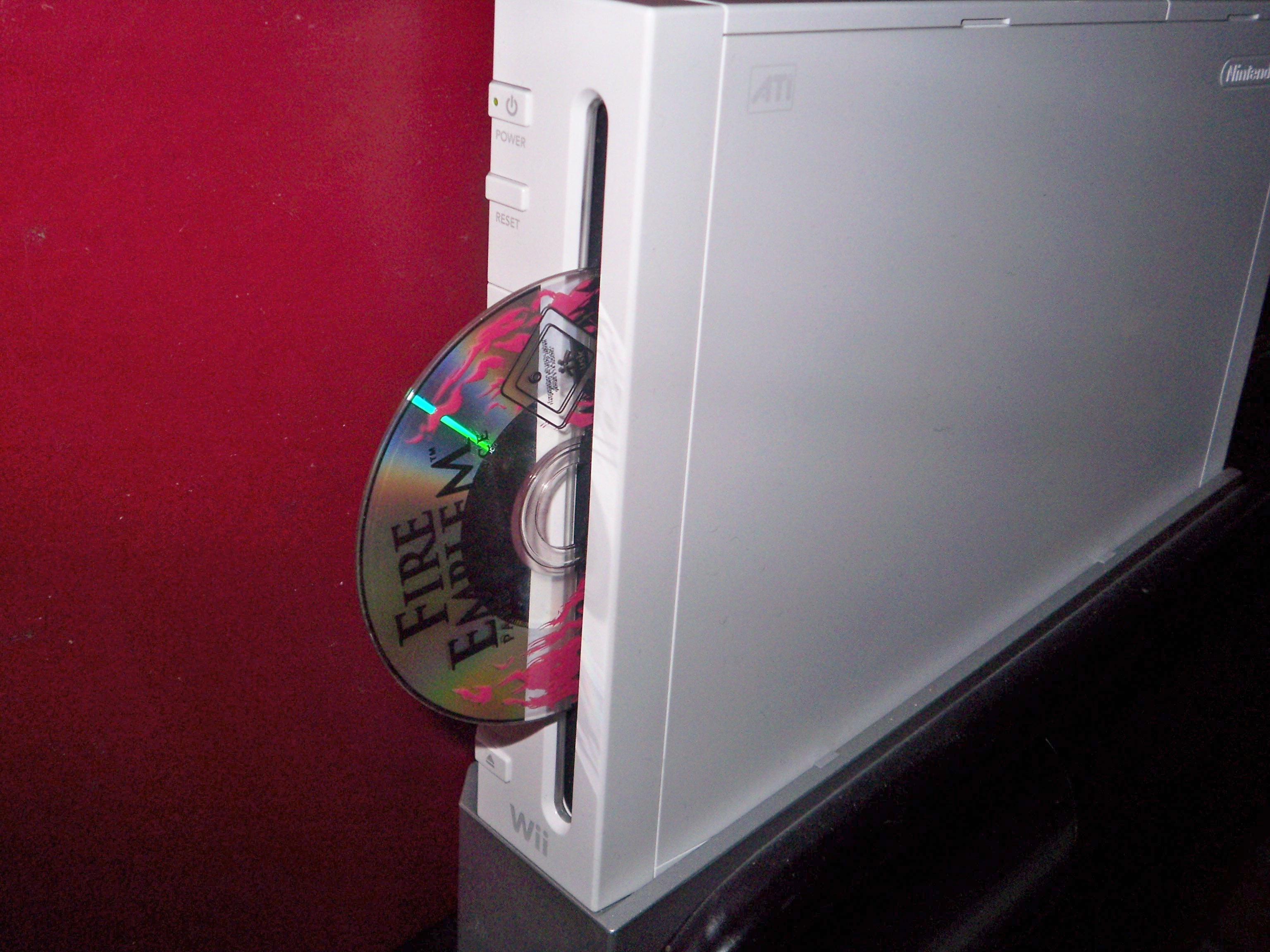
Nintendo Wii, console sem bandeja vertical que é compatível com o MiniDVD.